# اوپانیشاد کته

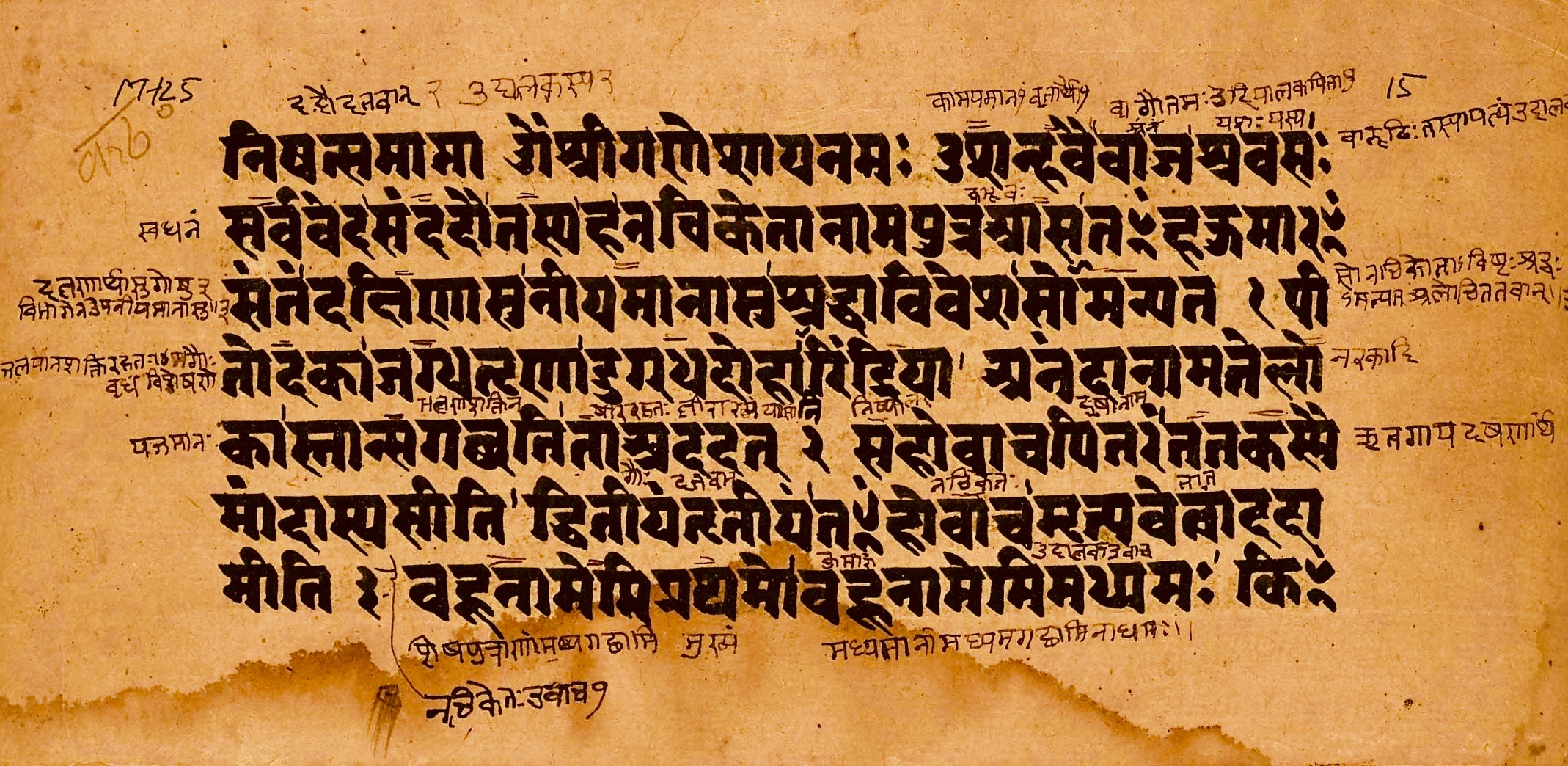
بندهای یک تا سه اوپانیشاد کته

اوپانیشاد کته (سانسکریت: कठोपनिषद् or कठ उपनिषद्) (Kaṭhopaniṣad) یکی از اوپانیشادهای اصیل (موکیا) است که در هشت فصل کوتاهی که در پایان مکتب کته یاجوروردای کریشنا آمده‌است. این اوپانیشاد که با عنوان اوپانیشاد کته‌که نیز شناخته می‌شود بین ۱۰۸ اوپانیشاد موکتیکا در شماره ۳ آمده‌است.
اوپانیشاد کته شامل دو فصل (آدهیایا) است که هر کدام به سه قسمت تقسیم شده‌است. آدهیایای اول به نظر از آدهیایای دوم قدیمی‌تر است. این اوپانیشاد روایتگر داستان اساطیری پسری کوچک به نام ناچیکتا است که فرزند عالمی به نام واجاسراواسا است. او یما (خدای هندی مرگ) را ملاقات می‌کند و گفتگوی آن‌ها به بحث دربارهٔ طبیعت انسان، دانش، آتمن (روح، خویش) و چرخه‌شکنی (آزادی) می‌کشد.
تاریخ تألیف اوپانیشاد کته معلوم نیست و محل مناقشه محققان است. محققان بودایی بر آنند که این متن بعد از متون بودایی (قرن پنجم پ. م) تألیف شده‌است، و محققان هندو می‌گویند که این متن پیش از بودا و در حدود ۸۰۰ پ.م. تألیف شده‌است.